# Parafia Matki Bożej Fatimskiej w Zimnej Wodzie
Parafia Matki Bożej Fatimskiej w Zimnej Wodzie − parafia rzymskokatolicka znajdująca się w archidiecezji lwowskiej w dekanacie Gródek.

## Historia
W 1365 roku pojawiła się pierwsza wzmianka o Zimnej Wodzie. W 1461 roku wieś została ponownie lokowana na prawie niemieckim. W 1453 roku Jan Gołąbek ufundował drewniany kościół. Na początki XVII wieku z fundacji Jakuba Szarzyńskiego rozpoczęto budowę murowanego kościoła, a po wybudowaniu fundamentów, budowę przerwano. W 1607 roku właścicielem wsi zostali Lwowscy Jezuici, którzy posiadali ją przez 167 lat. Od 1612 roku Jezuici kontynuowali budowę, a w 1625 roku abp Jan Andrzej Próchnicki konsekrował kościół pw. św. Katarzyny. W latach 1682, 1821,1860, 1925 kościół był remontowany. W 1937 roku zbudowano nowy dom parafialny.
W 1946 roku kościół został zamknięty przez władze sowieckie, a ostatni proboszcz ks. Stanisław Cichocki, część wyposażenia wywiózł do Polski. W 1954 roku kościół został przejęty przez prawosławnych, którzy zaadaptowali go na cerkiew pw. św. Jana Apostoła. 18 listopada 1989 roku miejscowi grekokatolicy przejęli cerkiew, którą poświęcono pw. Podwyższenia Krzyża Świętego.
Rzymsko-katolicy zaadaptowali prywatny dom na kaplicę. 24 maja 2015 roku abp Mieczysław Mokrzycki poświęcił plac pod budowę nowego kościoła. 13 października 2017 roku wmurowano kamień węgielny. 17 września 2020 roku bp Marian Buczek poświęcił kościół pw. Matki Bożej Fatimskiej. 22 kwietnia 2022 roku bp Edward Kawa poświęcił drogę krzyżową w kościele.